# Chameleon II: Death Match
Chameleon II: Death Match é un film per la televisione statunitense del 1999 diretto da Craig R. Baxley e da Russell King.

## Trama
L'agente geneticamente modificato Kam viene richiamato in azione quando un casinò viene assediato da un criminale.